# الکترولایزر غشای تبادل پروتون

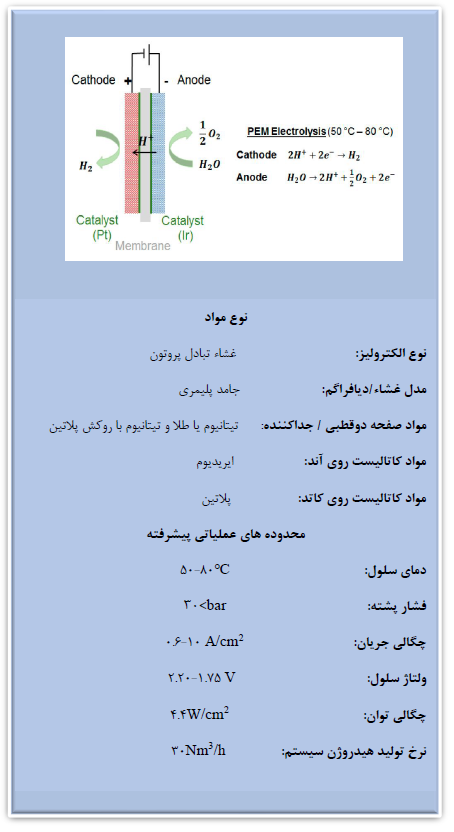

توسعه انرژی پاک برای بهبود ساختار انرژی مهم است از این رو توسعه انرژی هیدروژن بخش مهمی از خنثی سازی کربن است و تولید هیدروژن از طریق الکترولیز آب یک رویکرد بالقوه برای توسعه پایدار انرژی است. انرژی هیدروژنی یک انرژی پاک، کارآمد و پایدار با پتانسیل توسعه بزرگ در قرن بیست و یکم است. در الکترولایزر غشا تبادل پروتونی ( به انگیسی: Proton exchange membrane electrolysis) ، آند و کاتد به ترتیب الکترودهای مثبت و منفی هستند و آب به داخل آند سلول الکترولیتی جریان می یابد و تحت عمل کاتالیزوری به یون های اکسیژن و هیدروژن تجزیه می شود. یون های هیدروژن تحت تأثیر میدان الکتریکی از طریق غشای تبادل پروتون(PEM) وارد لایه کاتالیزوری کاتد می شوند و و با الکترون هایی که از طریق یک مدار خارجی به کاتد می رسند برای اکسیداسیون الکتروشیمیایی و تولید H2 ترکیب می شوند.

## تاریخچه
استفاده از PEM برای الکترولیز برای اولین بار در دهه 1960 توسط جنرال الکتریک معرفی شد و برای غلبه بر معایب تکنولوژی الکترولیز قلیایی توسعه یافت. بنابراین در اواخر دهه 1970 و اوایل دهه 1980 علاقه ناگهانی به الکترولیت های پلیمری برای الکترولیز آب ایجاد شد. فناوری الکترولیز آب PEM مشابه فناوری پیل سوختی PEM است که در آن از غشاهای جامد مانند نفیون، به عنوان الکترولیت (رسانای یون) استفاده می شود. 

## مزایا
یکی از بزرگترین مزیت های الکترولیز PEM توانایی عملکرد آن در چگالی جریان بالا است. این می تواند منجر به کاهش هزینه های عملیاتی شود، به ویژه برای سیستم های همراه با منابع بسیار انرژی مانند باد و خورشید، که در آن جهش های ناگهانی در ورودی انرژی در غیر این صورت منجر به انرژی غیرقابل جذب می شود. الکترولیت پلیمری به الکترولایزر PEM اجازه می دهد تا با یک غشای بسیار نازک (~ 100-200 میکرومتر) کار کند و در عین حال فشارهای بالا را ممکن می سازد که منجر به تلفات اهمی کم می شود که عمدتاً ناشی از هدایت پروتون ها در سراسر غشا ( 0.1S/cm) و خروجی، هیدروژن فشرده است. حفظ خلوص گاز بالا برای ایمنی ذخیره سازی و استفاده مستقیم در پیل سوختی مهم است. 

## عملکرد PEM
الکترولایزر یک دستگاه الکتروشیمیایی برای تبدیل الکتریسیته و آب به هیدروژن و اکسیژن است، این گازها سپس می توانند به عنوان وسیله ای برای ذخیره انرژی برای استفاده های بعدی استفاده شوند. این استفاده می تواند از تثبیت شبکه الکتریکی از منابع الکتریکی تجدید پذیر مانند توربین های بادی و سلول های خورشیدی تا تولید هیدروژن محلی به عنوان سوخت برای وسایل نقلیه پیل سوختی باشد. الکترولیز PEM از یک الکترولیت پلیمری جامد (SPE) برای هدایت پروتون ها از آند به کاتد استفاده می کند. در شرایط استاندارد، آنتالپی مورد نیاز برای تجزیه آب 285.9 کیلوژول در مول است. بخشی از انرژی مورد نیاز برای یک واکنش الکترولیز پایدار توسط انرژی حرارتی و بقیه از طریق انرژی الکتریکی تامین می شود. 

### واکنش
مقدار واقعی ولتاژ مدار باز یک الکترولایزر در حال کار بین 1.23 ولت و 1.48 ولت بسته به نحوه استفاده طراحی سلول/پشته از ورودی های انرژی حرارتی خواهد بود. با این حال، تعیین یا اندازه‌گیری این بسیار دشوار است، زیرا یک الکترولیزور در حال کار نیز تلفات ولتاژ دیگری را از مقاومت‌های الکتریکی داخلی، هدایت پروتون، انتقال جرم از طریق سلول و استفاده از کاتالیزور تجربه می‌کند.

#### واکنش آند
نیمه واکنشی که در سمت آند الکترولایزر PEM انجام می شود معمولاً به عنوان واکنش تولید اکسیژن نامیده می شود. در اینجا واکنش‌دهنده آب مایع، به کاتالیزور وارد می‌شود،  آب وارد شده اکسید می شود و به اکسیژن، یون مثبت تولید می‌شود. 

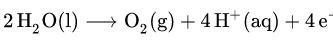
واکنش آند

#### واکنش کاتد
نیمه واکنشی که در سمت کاتد یک الکترولیز PEM انجام می شود معمولاً به عنوان واکنش تولید هیدروژن نامیده می شود. در اینجا الکترون های ورودی و یون های مثبت  که از طریق غشاء هدایت شده اند با هم ترکیب می شوند تا هیدروژن گازی ایجاد کنند.

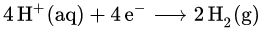
واکنش کاتد

تصویر زیر ساده‌سازی نحوه عملکرد الکترولیز PEM را نشان می‌دهد و نیمه‌واکنش‌های موجود را همراه با واکنش کامل یک الکترولیز PEM نشان می‌دهد. در این حالت الکترولایزر با یک پنل خورشیدی برای تولید هیدروژن همراه می شود، اما پنل خورشیدی را می توان با هر منبع برق جایگزین کرد.

سلول الکترولایزر PEM و اصول اولیه عملکرد

### تلفات ولتاژ
عملکرد سلول‌های الکترولیز، مانند پیل‌های سوختی، معمولاً از طریق منحنی‌های پلاریزاسیون، که با رسم ولتاژ سلول در برابر چگالی جریان به دست می‌آیند، مقایسه می‌شوند. منابع اولیه افزایش ولتاژ در الکترولایزر PEM (همین مورد برای پیل های سوختی PEM نیز صدق می کند) را می توان به سه حوزه اصلی، تلفات اهمی، تلفات فعال سازی و تلفات حمل و نقل دسته بندی کرد. به دلیل معکوس شدن عملکرد بین یک پیل سوختی PEM و یک الکترولیز PEM، میزان تاثیر برای این تلفات مختلف بین دو فرآیند متفاوت است. 

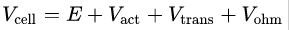
تلفات ولتاژ

برعکس پیل سوختی PEM، هرچه الکترولیز PEM بهتر باشد، ولتاژ پیل در چگالی جریان معین کمتر می شود.  

### تلفات اهمی
تلفات اهمی یک مازاد پتانسیل الکتریکی است که با مقاومت داخلی اجزای سلول به فرآیند الکترولیز وارد می شود. سپس این تلفات نیاز به ولتاژ اضافی برای حفظ واکنش الکترولیز دارد، پیش‌بینی این اتلاف از قانون اهم پیروی می‌کند و یک رابطه خطی با چگالی جریان الکترولایزر فعال دارد.

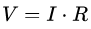
تلفات اهمی

اتلاف انرژی ناشی از مقاومت الکتریکی به طور کامل از بین نمی رود. افت ولتاژ ناشی از مقاومت با تبدیل انرژی الکتریکی به انرژی گرمایی از طریق فرآیندی به نام گرمایش ژول مرتبط است. بخش اعظم این انرژی گرمایی با منبع آب واکنش دهنده منتقل می شود و به محیط از دست می رود، با این حال بخش کوچکی از این انرژی سپس به عنوان انرژی گرمایی در فرآیند الکترولیز بازیابی می شود. مقدار انرژی گرمایی قابل بازیابی به بسیاری از جنبه های عملکرد سیستم و طراحی سلول بستگی دارد.

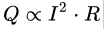

تلفات اهمی ناشی از رسانایی پروتون ها منجر به از دست دادن کارایی می شود که از قانون اهم پیروی می کند، البته بدون اثر گرمایش ژول. رسانایی کاتیون PEM بسیار به هیدراتاسیون، دما، عملیات حرارتی و حالت یونی غشا بستگی دارد. 